# Sociedade das Aventuras Fantásticas
Sociedade das Aventuras Fantásticas é o quarto álbum solo do guitarrista brasileiro Marcos De Ros. Foi lançado como um CD Duplo em 2013 por um selo independente, e financiado pela lei de incentivo “Fundoprocultura”, de Caxias do Sul. Segundo o próprio Marcos De Ros, durante em sua apresentação no Festival Brasileiro de Música de Rua: "Esse CD é a minha visão de como eu faria as trilhas sonoras de algumas das aventuras fantásticas que marcaram a minha vida, seja em livros, quadrinhos ou filmes! (...) É um CD duplo instrumental. Pouca gente teria coragem de lançar isso hoje em dia, só o idiota aqui". No entender de Marcelo Moreira, do Estadão, "o encarte do CD é outra atração. Bilíngue (inglês e português), traz pequenos textos de referência para cada um dos títulos dos temas instrumentais, bem contextualizados e bem humorados".
Por conta deste trabalho, o guitarrista foi indicado para concorrer ao prêmio de Melhor Instrumentista na categoria Instrumental no Prêmio Açorianos de Música.

## Créditos Musicais
conforme aparee no encarte do álbum
- “Captain” De Ros - Guitarras
- Éder “El Maestro” Bergozza - Teclados
- “Sir” Marcel van der Zwam - Baixo Elétrico
- Thiago “The Great Bambino” Caurio - Baterias

Participação Especial
- Rafael Gubert – Assobio nas músicas “Mody Dick, a Baleia” e “Nautilus: das 20.000 léguas submarinas”.

## Faixas
- Todas as faixas compostas por Marcos De Ros

| CD 1 |                                        |         |  |
| N.º  | Título                                 | Duração |  |
| 1.   | "Era Uma Vez"                          | 2:18    |  |
| 2.   | "As Aventuras do Capitão Jack Sparrow" | 5:32    |  |
| 3.   | "Alice No País das Maravilhas"         | 4:11    |  |
| 4.   | "Moby Dick, a Baleia"                  | 5:12    |  |
| 5.   | "Aladim"                               | 5:35    |  |
| 6.   | "O Pequeno Príncipe"                   | 4:12    |  |
| 7.   | "Pinóquio"                             | 3:23    |  |
| 8.   | "Sherlock Holmes"                      | 4:49    |  |
| 9.   | "A Volta ao Mundo em 80 Dias"          | 4:20    |  |

| CD 2 |                                          |         |  |
| N.º  | Título                                   | Duração |  |
| 10.  | "Os Doze Trabalhos de Hercules"          | 4:39    |  |
| 11.  | "Os 3 Mosqueteiros"                      | 5:43    |  |
| 12.  | "Nautilus, das 20.000 Léguas Submarinas" | 4:43    |  |
| 13.  | "Peter Pan"                              | 3:18    |  |
| 14.  | "Hino do Super-Homem"                    | 5:39    |  |
| 15.  | "Tarzan"                                 | 5:09    |  |
| 16.  | "Canção para Poliana"                    | 4:01    |  |
| 17.  | "Don Quixote de La Mancha"               | 4:35    |  |

## Prêmios e Indicações
| Ano  | Categoria                             | Indicação     | Trabalho                                    | Resultado | Ref.  |
| ---- | ------------------------------------- | ------------- | ------------------------------------------- | --------- | ----- |
| 2013 | Instrumentista de Música Instrumental | Marcos De Ros | Álbum "Sociedade das Aventuras Fantásticas" | Indicado  | [ 5 ] |